# San Francisco de Mostazal

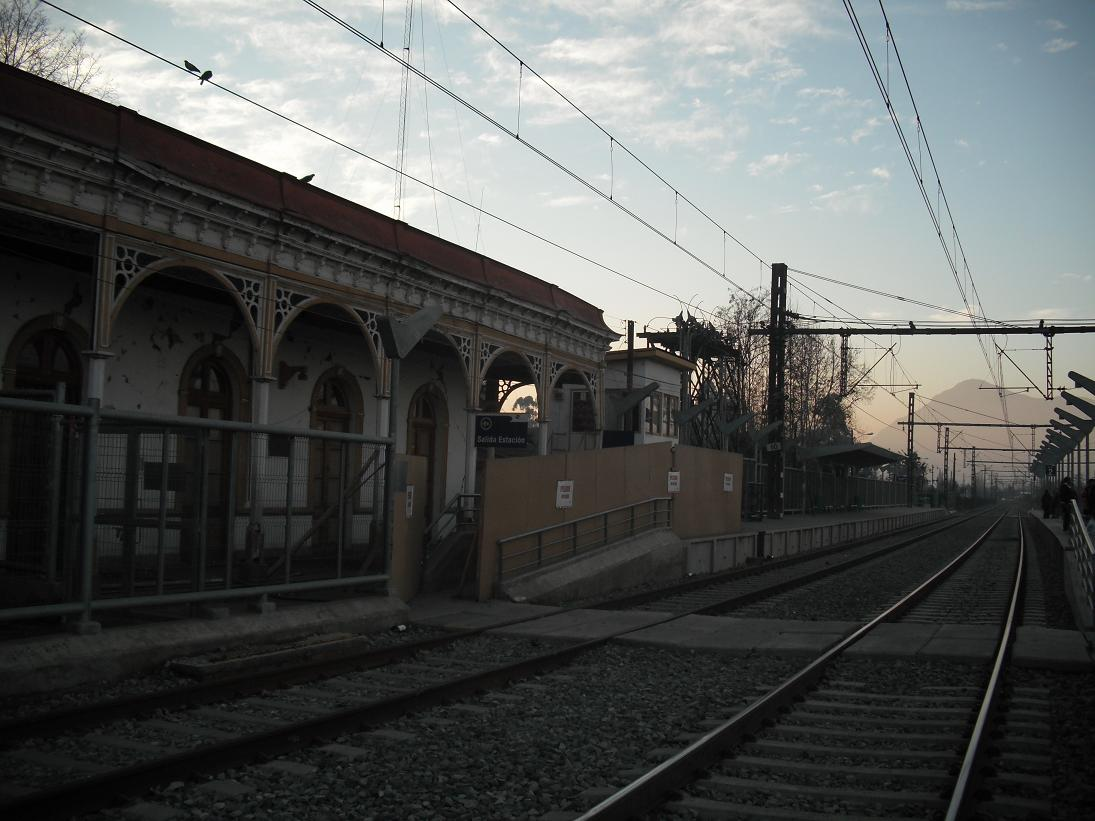
Monumento histórico; la Estación San Francisco.

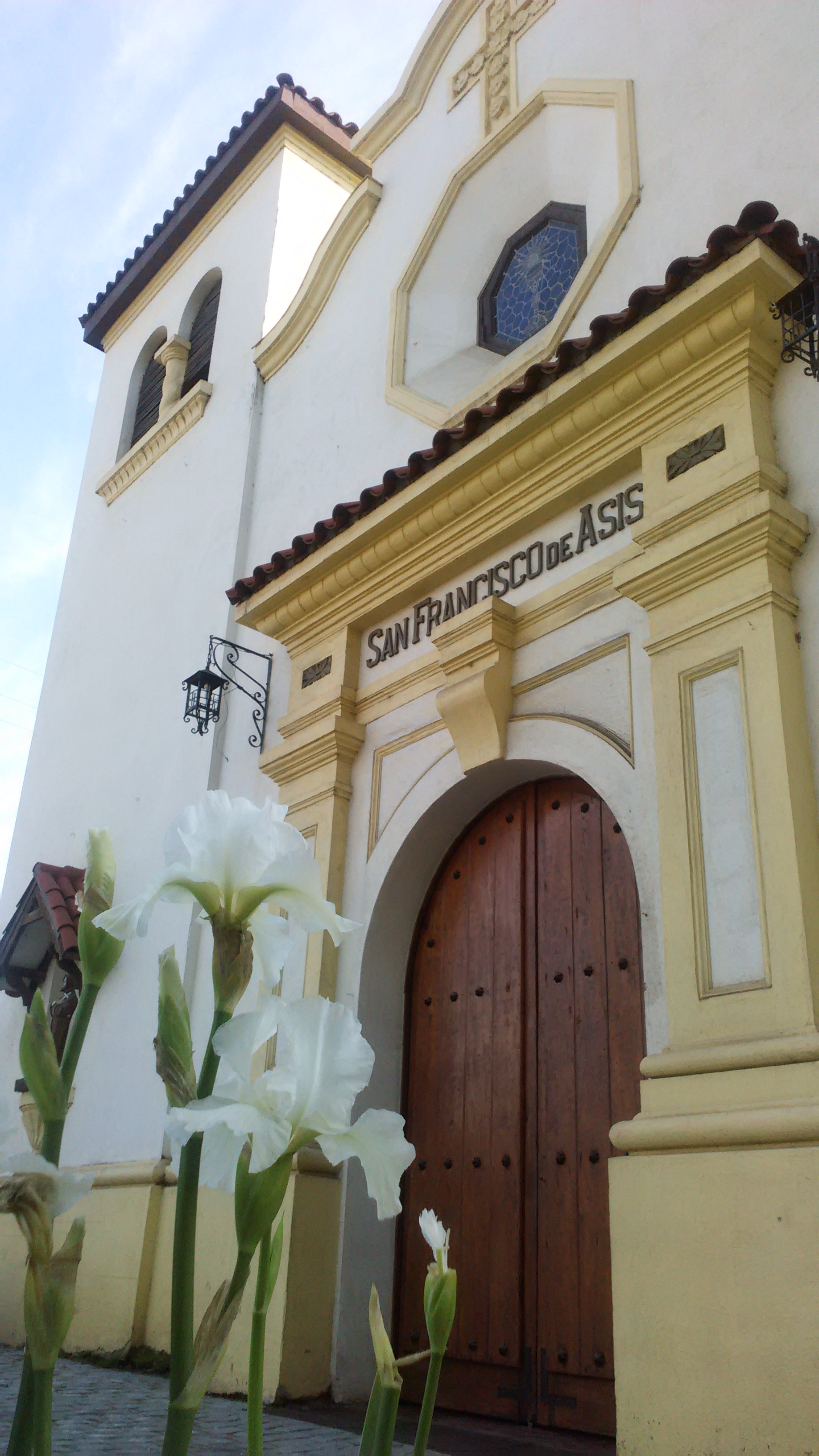
Iglesia de San Francisco de Mostazal

San Francisco de Mostazal es la ciudad principal y capital de la comuna de Mostazal, región de O'Higgins, ubicada a 21 km al norte de Rancagua, en la zona central de Chile.

## Toponimia
El origen del nombre se debe a que los habitantes locales, siguiendo la tradición de patronazgo católico, bautizaron así la localidad por la proximidad a la Iglesia y Convento de San Francisco de Asís, perteneciente a la Orden Franciscana.

## Historia
Históricamente se originó en un antiguo fundo y una pequeña iglesia construida en 1858, que guarda tradiciones y arquitectura rural propias de la zona central de Chile. Emplazada junto al puente ferroviario y vial del Estero Troncó, comenzó a poblarse originalmente por los empleados del ferrocarril. En marzo de 1894, al ser Mostazal declarado comuna;  se transformó a la localidad de San Francisco como su capital y aglutinó a los poblados de Angostura, La Punta y Peuco.
Tiene fácil acceso al estar ubicada al lado de la Carretera Panamericana a 64 km al sur de Santiago, la capital del país (74 km por ruta). Existe un casino en su extremo norte junto al límite con la Región Metropolitana. 

## Servicios públicos
Posee un hospital, farmacias y un juzgado de policía local. Junto al puente principal se encuentra la Plaza de Armas y la Ilustre Municipalidad, donde además se ubica el Teatro Municipal.  En lo que respecta a orden público y seguridad ciudadana, la Subcomisaría San Francisco de Mostazal de Carabineros de Chile, es una unidad policial subordinada a la Prefectura Cachapoal N° 11.

## Galería

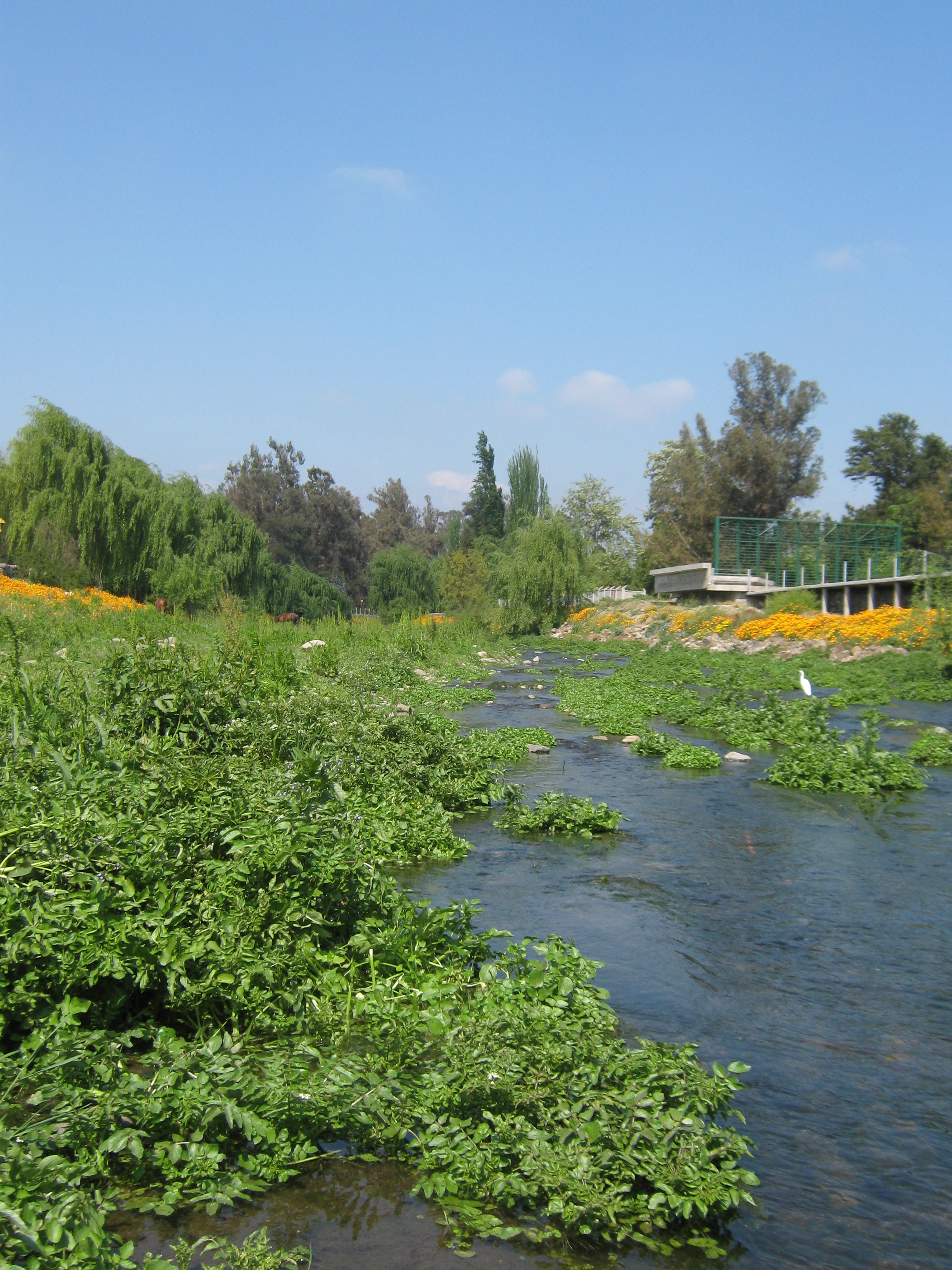
Estero Troncó, a la altura de la Municipalidad de Mostazal.
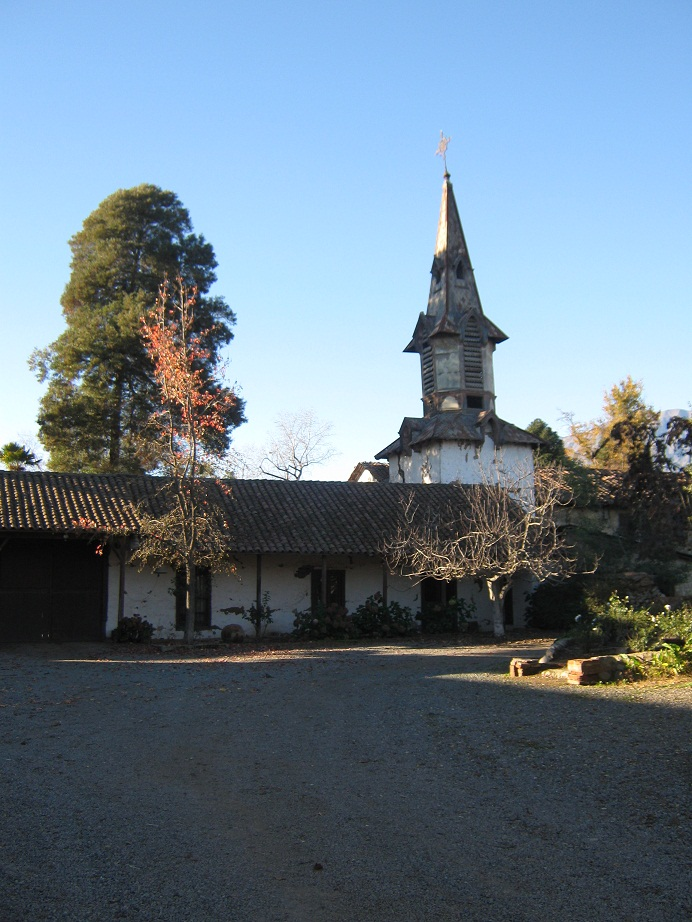
La Candelaria.
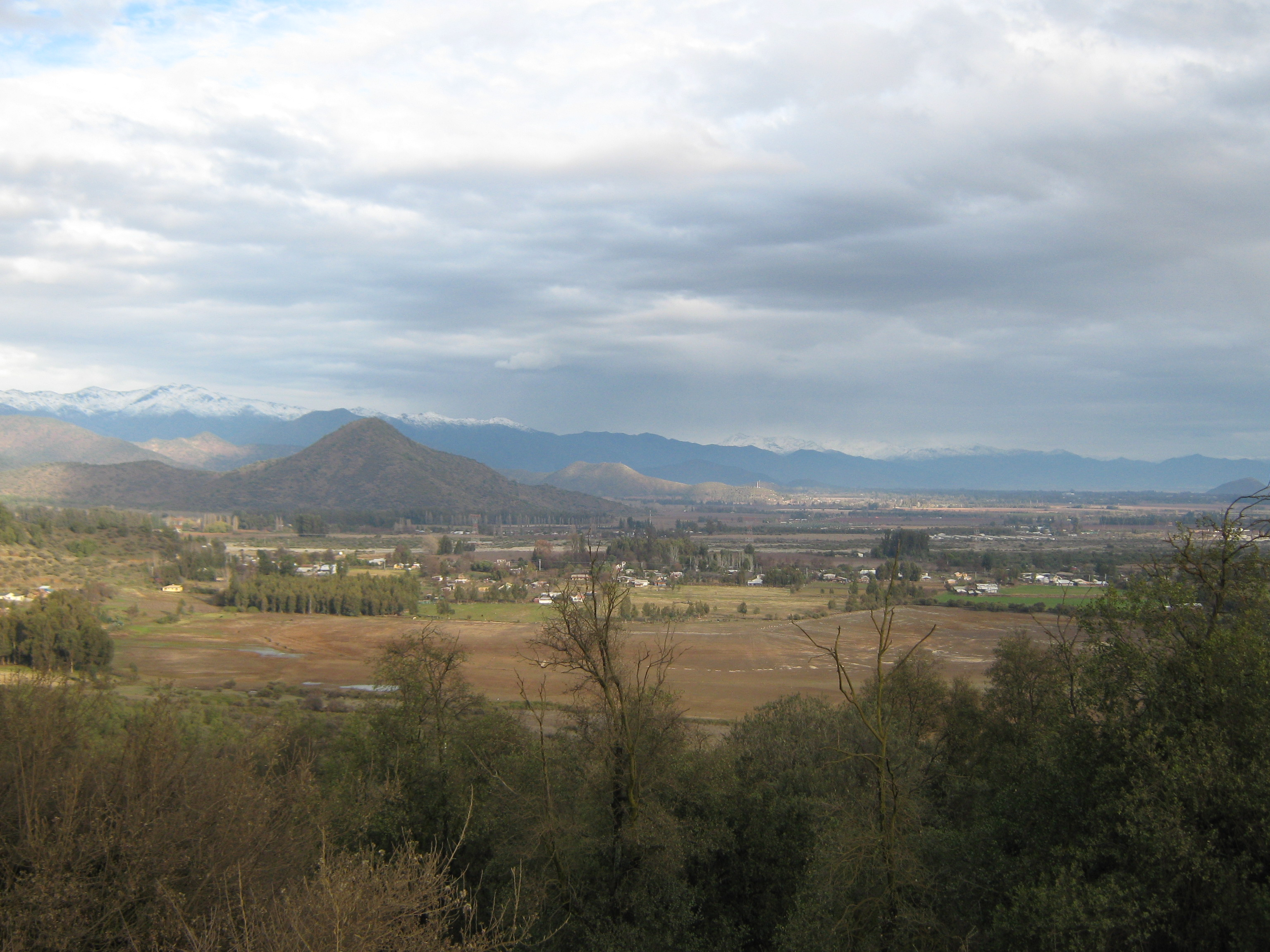
O'Higgins de Pilay, desde la cuesta Chada.
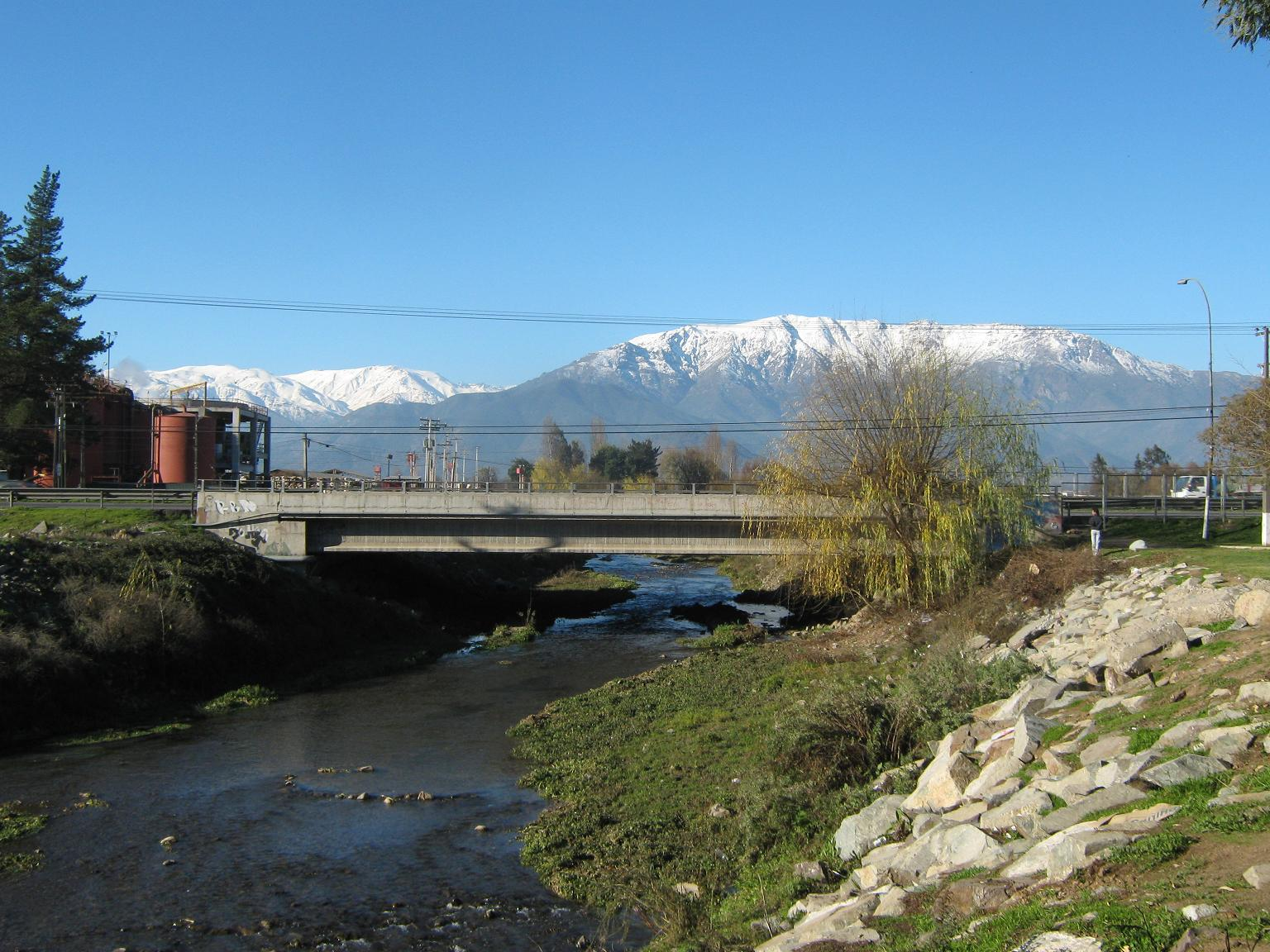
San Francisco, vista desde el estero en San Guillermo.
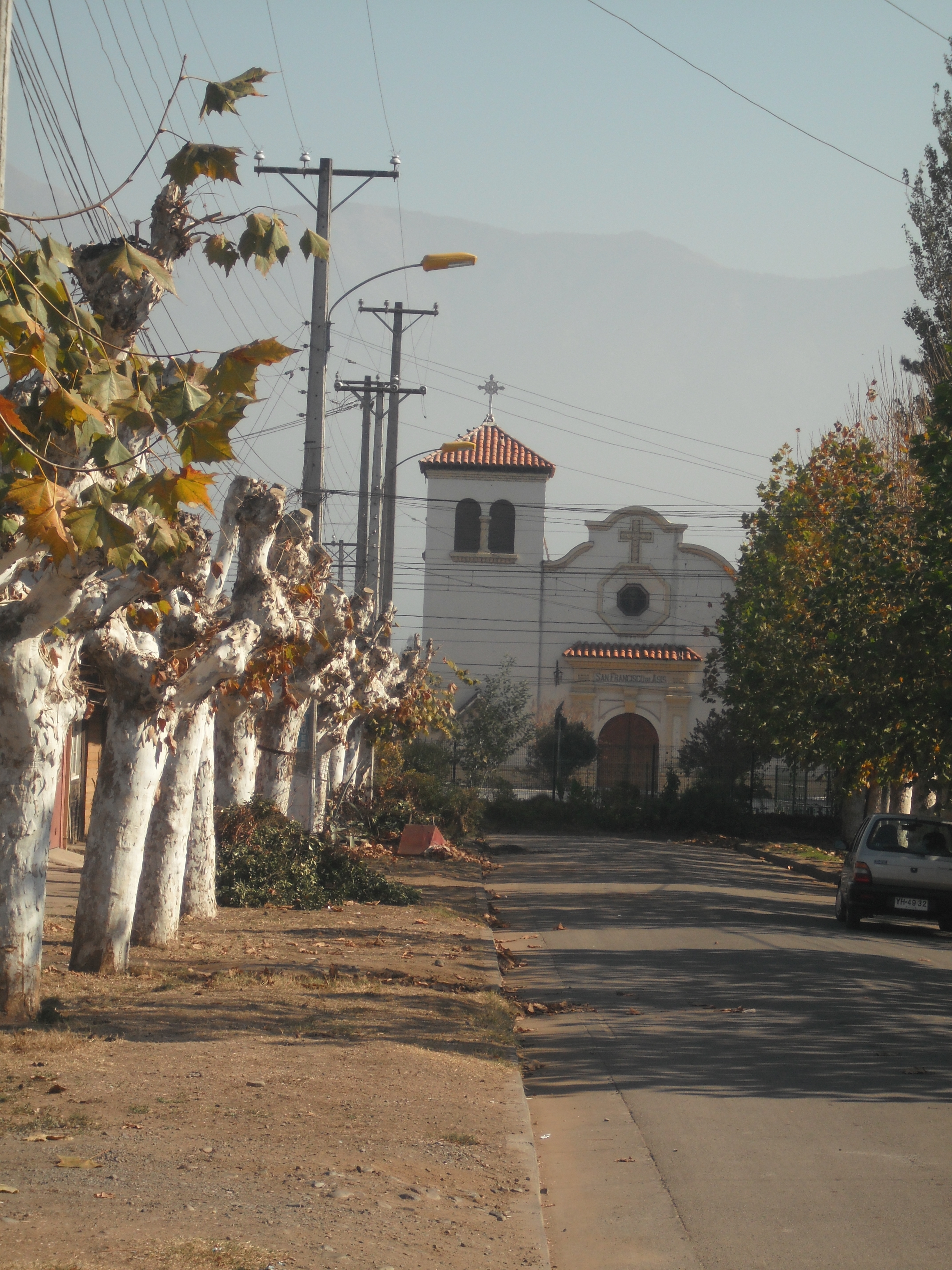
Iglesia de San Francisco (antes de remodelar la calle).